# Ю Чоньон
Ю Чоньон (кор. 유정연), відома як Чоньон, народилася 1 листопада 1996 року в Сувоні, провінція Кьонгідо, Південна Корея. Вона є співачкою та автором пісень, відомою як учасниця популярного жіночого гурту TWICE, сформованого компанією JYP Entertainment.

## Раннє життя та освіта
Чоньон виросла в сім'ї з трьох дітей. Її батько, Ю Чанджун, працював особистим шеф-кухарем колишнього президента Південної Кореї Кім Деджуна та понад двадцять років обіймав посаду головного шеф-кухаря в готелі Seoul Plaza Hotel, спеціалізуючись на корейській кухні. Мати працювала в японському ресторані, що належить тітці Чоньон. Одна з її старших сестер, Ю Синьон, є актрисою, відомою під сценічним ім'ям Гон Синьон. Чоньон захоплювалася аеробікою, а пізніше зацікавилася співом і танцями.

## Кар'єра
У 2010 році, у віці 13 років, Чоньон приєдналася до JYP Entertainment як стажер. Вона брала участь у шоу на виживання «SIXTEEN» у 2015 році, де зайняла третє місце, що забезпечило їй місце в новому гурті. 20 жовтня 2015 року TWICE дебютували з міні-альбомом «The Story Begins».

## Досягнення з TWICE
Як учасниця TWICE, Чоньон здобула визнання за свої вокальні здібності та харизму на сцені. Гурт швидко набув популярності як у Південній Кореї, так і за кордоном, випустивши численні хіти та отримавши численні нагороди.
Особисте життя
Чоньон відома своєю привітністю та близькими стосунками з іншими учасницями гурту. Вона підтримує дружні стосунки з Сільгі з гурту Red Velvet. У вільний час Чоньон захоплюється грою в мобільні ігри та переглядом кулінарних шоу.

## Факти
- Зріст: 168 см
- Вага: 49,1 кг
- Група крові: О